# Nantes Rezé Métropole Volley 2020-2021
Questa voce raccoglie le informazioni riguardanti il Nantes Rezé Métropole Volley nelle competizioni ufficiali della stagione 2020-2021.

## Organigramma societario
Area direttiva
- Presidente: Thierry Rose

Area tecnica
- Allenatore: Fulvio Bertini
- Allenatore in seconda: Michele Bulleri

## Rosa
| N° | Nome             | Ruolo | Data di nascita | Nazionalità sportiva |
| -- | ---------------- | ----- | --------------- | -------------------- |
| 1  | Peter Michalovič | O     | 26 maggio 1990  | Slovacchia           |
| 2  | Amaury Auffray   | C     | 25 aprile 1998  | Francia              |
| 3  | Sergio Noda      | S     | 23 maggio 1987  | Spagna               |
| 4  | Timothé Galtie   | S     | 14 marzo 2003   | Francia              |
| 5  | Adam Bartoš      | S     | 27 aprile 1992  | Rep. Ceca            |
| 6  | Médéric Henry    | C     | 20 giugno 1995  | Francia              |
| 7  | Célestin Cardin  | O     | 23 ottobre 1999 | Francia              |
| 8  | Lucas Groc       | P     | 1º luglio 1997  | Francia              |
| 10 | Steve Peironet   | L     | 20 maggio 1985  | Francia              |
| 13 | Michele Fedrizzi | S     | 21 maggio 1991  | Italia               |
| 14 | Borja Ruiz       | C     | 26 luglio 1992  | Spagna               |
| 15 | Léo Meyer        | P     | 25 gennaio 1997 | Francia              |